# Gaietà Sabater
Gaietà Sabater Pellicer (conegut com a "Caietano" Sabater) (Reus primer terç del segle xix - Barcelona 1895) va ser un impressor i editor català, fill del també impressor Pere Sabater.
Amb el nom d'Impremta de la Viuda i Fill de Sabater, va treballar amb la seva mare Teresa Pellicer des del 1856 al carrer de Monterols número 23, on hi tenia les màquines d'imprimir i una llibreria-papereria que Teresa Pellicer havia regentat. L'empresa era també un centre de subscripcions a la premsa barcelonina, madrilenya i estrangera, de París, Roma i Londres, majoritàriament. D'ençà que va tornar a reaparèixer el 1859, imprimien el Diario de Reus, per la qual cosa, la seva impremta s'anomenava també "Imprenta del Diario". El 1864 era secretari de la societat cultural i recreativa "La Filarmónica". El 1866 Gaietà Sabaterera l'editor responsable del Diario, i el 1868 en va ser director, defensant postures moderades i conservadores davant la revolució d'aquell any, tot i que la Junta Revolucionària el nomenà impressor oficial del municipi. El 1870 Gaietà Sabater era el propietari de l'empresa, i la seva mare, que li va fer cessió de la titularitat, es va quedar a la llibreria. El 1871 traslladà la impremta a la plaça del Rei "frente a las cárceles de este partido" com indicava en les seves publicacions. Allí es va dedicar a la publicació de premsa periòdica, per la qualitat i l'especialització de les seves màquines, que havia renovat el 1869. Imprimia La Torre de Babel (1870) publicació satírica conservadora, de la qual n'era també editor i propietari, l'Eco del Centro de Lectura durant la seva tercera època (1870-1873) portaveu de l'entitat Centre de Lectura, Lo Campanar de Reus (1879), de lleugera tendència anticlerical segons l'historiador de la premsa satírica reusenca Marc Ferran, El Fomento Reusense, (1881) d'ideologia conservadora, La Veu del Camp, de l'Associació Catalanista de Reus (1885), La Correspondencia de Reus (1886) pretesament apolític, La Defensa en la seva segona època (1886), La Medicina contemporánea, el primer periòdic professional que s'edità a Reus (1887), La Chicharra (1887) una revista satírica antireligiosa, i d'altres. Moltes d'aquestes publicacions tenien l'administració a la mateixa impremta. Durant l'any 1873 la impremta de Gaietà Sabater va portar el nom d'Impremta Catalana, perquè, segons l'historiador Albert Arnavat, els operaris, representats per Celestí Ferrando, que després seria un important impressor reusenc, es van fer càrrec dels obradors de Sabater en una experiència col·lectivista. El 1880 renuncià a la direcció del Diario de Reus, que va recaure en el seu germà Josep Maria Sabater. El 1887, per tractar-se d'una malaltia greu, marxà a Barcelona, deixant la impremta al seu germà. Morí a la ciutat comtal el 1895.

## Josep Maria Sabater
Josep Maria Sabater, el germà de Gaietà, es va fer càrrec de la impremta el 1887, i seguí amb la publicació de la major part de la premsa reusenca de l'època: a més del Diario de Reus i els que imprimia el seu germà, sortien dels seus obradors La Correspondencia de Reus el 1886, de la qual n'era també director, La Veu del Camp en la seva segona època, el 1888, La Pipa, una publicació satírica de caràcter eròtic el 1890, El Coalicionista, el 1890-1891, Reus Alegre, un setmanari humorístic, el 1891, La República Federal portaveu dels federalistes el 1892, L'Escut de Reus, un setmanari literari el 1893, El Anunciador, que publicava només anuncis, el 1894, i d'altres capçaleres, i va iniciar la impressió del periòdic conservador Crónica Reusense el 1896. Però Josep Maria Sabater el mateix 1896 va tancar la impremta, fundada pel seu pare Pere Sabater i que havia estat en funcionament durant 55 anys.